# Xestipyge simplex
Xestipyge simplex är en skalbaggsart som beskrevs av Vienna 1993. Xestipyge simplex ingår i släktet Xestipyge och familjen stumpbaggar. Inga underarter finns listade i Catalogue of Life.